# 凝集
凝集（英語：Agglutination）或凝集反应，是将抗原与其相应的称为同种凝集素（isoagglutinin）的抗体混合时发生的反应，此术语常用于血型分类。在血液发生凝集后，可出现肉眼可见的小块状物质。